# Pachymorpha meruensis
Pachymorpha meruensis is een wandelende tak uit de familie Phasmatidae. De wetenschappelijke naam van deze soort is voor het eerst voorgesteld door Bror Yngve Sjöstedt in een publicatie uit 1909.
De soort komt voor in Tanzania.